# Nuages flottants
Pour plus de détails, voir Fiche technique et Distribution.
Nuages flottants (浮雲, ukigumo) est un film japonais réalisé par Mikio Naruse, sorti en 1955. Adapté du roman éponyme de Fumiko Hayashi, ce drame se déroule dans le Japon d'après-guerre et raconte l'histoire complexe et douloureuse d'une relation amoureuse entre Yukiko, une jeune femme désillusionnée, et Tomioka, un homme marié avec qui elle a eu une liaison en Indochine durant la guerre. Interprétés par Hideko Takamine et Masayuki Mori, les deux protagonistes tentent de raviver leur amour dans un pays en pleine reconstruction, mais sont tourmentés par la désillusion, la trahison et l'inconstance de leurs sentiments.
Le film est caractérisé par sa mise en scène subtile et mélancolique, typique du style de Naruse, qui dépeint avec réalisme la fragilité des relations humaines dans un contexte de bouleversements sociaux. Le traitement visuel du film, ainsi que la profondeur psychologique des personnages, accentuent l'atmosphère tragique de cette quête d'un bonheur insaisissable.
À sa sortie, Nuages flottants est salué comme l'un des chefs-d'œuvre de Naruse et reste l'une de ses œuvres les plus emblématiques. Le film est reconnu pour son exploration poignante de la solitude et de la résignation, et il continue d'être une référence dans le cinéma japonais classique, souvent cité pour la qualité de sa narration et de son interprétation.

## Synopsis
Hiver 1946. Une jeune femme, Yukiko Koda, comme plusieurs de ses compatriotes, rentre dans un Japon anéanti par la guerre et moralement affecté par la défaite. Elle a passé plusieurs années à Dalat en Indochine française après son occupation par son pays comme secrétaire du ministère de l'Agriculture et des Forêts et cherche à revoir Tomioka, un collègue avec qui elle a vécu là-bas une ardente passion. Celui-ci avait fait le serment de l'épouser. 
Lorsqu'elle le retrouve, elle avoue sa tristesse et sa déception de le voir distant et maussade et craint qu'il veuille l'abandonner et renier sa promesse. Effectivement, Tomioka, qui s'est lancé depuis dans le commerce du bois, lui avoue qu'il n'a plus l'intention de quitter son épouse, laquelle l'a attendu patiemment et fidèlement durant de nombreuses années. Il lui demande instamment d'oublier leur amour passé et d'accepter la rupture. Courroucée, Yukiko proteste et l'insulte. 
Désormais seule, elle erre dans les ruelles de Tokyo à la recherche d'un toit et d'un travail. Mais Yukiko et Tomioka ne finiront pourtant pas de se revoir. « Le film déroule, dans un lancinant mouvement sans progrès, le fil d'une relation qui, sans cesse, se renoue pour se défaire ».

## Fiche technique
- Titre : Nuages flottants
- Titre original : 浮雲 (ukigumo?)
- Réalisation : Mikio Naruse

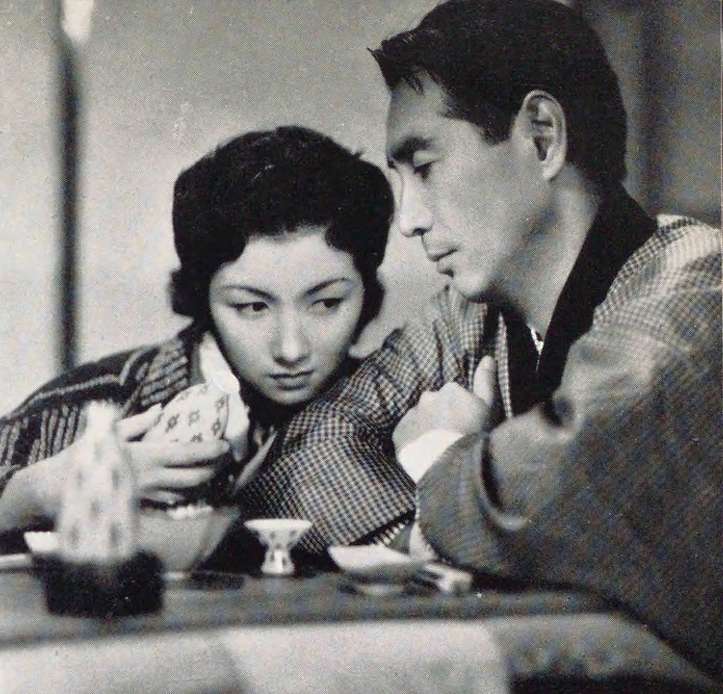
Hideko Takamine et Masayuki Mori dans le film.

- Assistant réalisateur : Kihachi Okamoto
- Scénario : Yōko Mizuki, d'après le roman de Fumiko Hayashi
- Photographie : Masao Tamai (ja)
- Décors : Satoru Chūko (ja)
- Montage : Eiji Ōi
- Son : Hisashi Shimonaga (ja)
- Musique : Ichirō Saitō
- Production : Sanezumi Fujimoto
- Société de production : Tōhō
- Pays de production :  Japon
- Langue originale : japonais
- Format : noir et blanc - 1,33:1 - 35 mm - son mono
- Genre : drame
- Durée : 124 minutes (métrage : douze bobines - 3 387 m[2])
- Dates de sortie :
  - Japon : 15 janvier 1955[2]
  - France : 25 janvier 1984[3]

## Distribution
- Hideko Takamine : Yukiko Koda
- Masayuki Mori : Kengo Tomioka
- Mariko Okada : Osei Mukai
- Daisuke Katō : Seikichi Mukai, le mari d'Osei
- Isao Yamagata : Sugio Iba, le beau-frère de Yukiko
- Nobuo Kaneko : Kanō
- Chieko Nakakita : Kuniko Tomioka, la femme de Kengo
- Mayuri Mokushiyō (ja) : coursière d'un bar, amante de Kengo
- Noriko Sengoku : la logeuse de Yukiko à Yakushima
- Fuyuki Murakami : Makita
- Heihachirō Ōkawa : le docteur Higa
- Roy James : le soldat américain
- Yaeko Izumo
- Akira Sera (ja)
- Akira Tani (ja)

## Analyse
Adrian Martin, rédacteur en chef du journal de cinéma en ligne Rouge, a remarqué le « cinéma de la marche » de Naruse. Bertrand Tavernier, parlant du film Le Grondement de la montagne de Naruse, explique comment le réalisateur décrit minutieusement chaque voyage et que « de tels allers et retours représentent des transitions incertaines mais rassurantes : ils sont un moyen de faire le point, de définir un sentiment ». Ainsi, dans Nuages flottants, les promenades dans les rues « sont des voyages du quotidien, où le temps est mesuré par les pas, - et où même le coup le plus mélodramatique ou le moment le plus extatique de plaisir ne peut vraiment sortir les personnages de la progression non romantique et non sentimentale de leurs existences ».
La chercheuse en cinéma Freda Freiberg a remarqué le contexte du film : « Les frustrations et la morosité des amants dans Nuages flottants sont directement liées et intégrées aux conditions sociales et économiques déprimées et démoralisées du Japon de l'après-guerre ; les villes bombardées, la pénurie de nourriture et de logements, l'ignominie de la défaite nationale et de l'occupation étrangère, la tentation économique de la prostitution avec le personnel militaire américain ».
- Si vous ne connaissez pas le sujet, laissez ce bandeau (vous pouvez alors contacter les auteurs).
- Si vous supprimez le contenu mis en cause (vous pouvez préalablement contacter les auteurs),

argumentez précisément cette suppression dans la page de discussion
(un manque de référence n'est pas un argument ; une recherche réelle de référence doit avoir été effectuée, être formellement documentée).
La passion amoureuse, qui unit Yukiko et Kengo, a pris naissance dans la jungle indochinoise, lors d'une randonnée sous le soleil. Elle se prolonge dans les ruines de Tokyo, sous un ciel gris. Elle se termine dans la jungle d'une île japonaise soumise à un déluge de pluie. Beaucoup de scènes sont tournées en extérieur. Yukiko est plus jeune que Kengo. Mais le temps ne compte pas pour les amoureux. Ils recherchent le passé, le Japon d'avant guerre, en allant prendre des bains à Kyoto, la vieille capitale historique qui a été épargnée par la guerre. Ils se rendent compte qu'ils ont vieilli. De temps en temps, on les voit seuls au milieu de la foule. Ils se séparent et se retrouvent plusieurs fois. Ils s'aiment et se disputent. Tous les clichés sur les amants sont là. Mais la mise en scène est d'une sensibilité extraordinaire. Le réalisateur réussit à montrer les grandes douleurs psychologiques sans faire crier les acteurs, sans dramaturgie excessive, juste avec des regards, des mots, des nuages. Les personnages ne sont ni riches, ni pauvres, ni intelligents, ni fous, ni trop complexes, ni trop simples. Mais leur vie est transcendée par l'amour. Le film recevra les compliments cités dans le paragraphe À noter, ci-dessous. Il est souvent considéré comme le meilleur de Mikio Naruse.

## Postérité

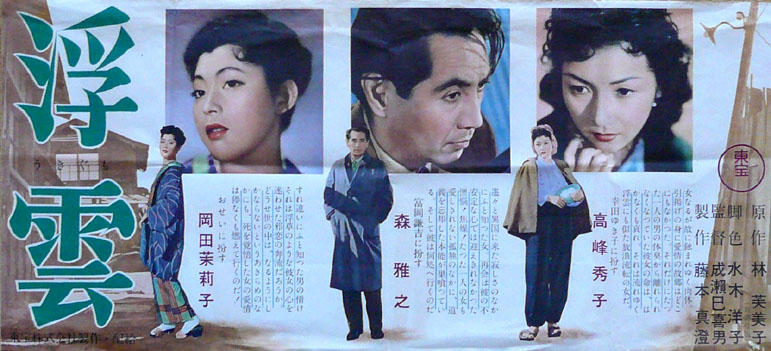
Affiche du film : Mariko Okada, Masayuki Mori et Hideko Takamine.

Nuages flottants est le film le plus populaire de Naruse au Japon. Il se classe à la troisième place des meilleurs films japonais de tous les temps dans un sondage de 140 critiques et cinéastes japonais réalisé par le magazine Kinema Junpō en 1999,. Le cinéaste Akira Kurosawa cite le film comme l'un de ses 100 préférés.
Il est projeté au Berkeley Art Museum and Pacific Film Archive en 1981, au Museum of Modern Art en 1985, et au Harvard Film Archive (en) en 2005 dans le cadre de leurs rétrospectives sur Mikio Naruse, et à la Cinémathèque Française en 2012 et 2018.

## Autour du film
- Yasujirō Ozu qui devint, avec Mikio Naruse, l'un des plus brillants illustrateurs du shomingeki au cinéma, fut très impressionné par la vision de Nuages flottants. Il confessera, quelque temps après, qu'avec Les Sœurs de Gion de Kenji Mizoguchi, Nuages flottants était l'unique film qu'il aurait été incapable de réaliser. Il écrivait d'ailleurs : « L'autre jour, j'ai vu Nuages flottants qui m'a plu énormément. Il fait appel à nos sentiments adultes ». Mais, le plus important est à venir : « Depuis que j'ai vu ce film, j'ai observé une pause dans mon travail de l'année en cours. Je me suis dit que je devais travailler plus. Je n'ai pas été assez bon. (...) », poursuivait Ozu[12].
- Jean Narboni, commentateur de l'œuvre de Mikio Naruse, indique : « Les phrases d'Ozu expriment beaucoup plus qu'une simple admiration (...), mais témoignent d'une sorte d'ébranlement ou de trouble proches de l'inquiétude, assez puissants pour le conduire » à remettre en question son propre travail. Il croit en percevoir, par ailleurs, les effets dans le film Crépuscule à Tokyo (Tōkyō boshoku, 1957), œuvre sombre et violente, complètement atypique dans la filmographie d'Ozu. « Crépuscule à Tokyo ne témoignerait-il pas, consciemment ou non, du choc provoqué chez Ozu par Nuages flottants, et plus profondément d'une influence sur lui du climat des films de Naruse ? », écrit Jean Narboni[13].

## Récompenses et distinctions
- 1956 : Blue Ribbon Award du meilleur film[14]
- 1956 : Kinema Junpo Awards du meilleur acteur pour Masayuki Mori, de la meilleure actrice pour Hideko Takamine, du meilleur réalisateur et du meilleur film[15]
- 1956 : prix Mainichi de la meilleure actrice pour Hideko Takamine, du meilleur réalisateur, du meilleur film et du meilleur son pour Hisashi Shimonaga (ja)[16]
- 1956 : prix de la meilleure actrice pour Hideko Takamine à l'Asian Film Festival